# Real Time
Real Time es un canal de televisión propiedad de Warner Bros. Discovery disponible en  Italia.
Originalmente lanzado en el Reino Unido en 1994 como TLC siendo una versión británica del canal estadounidense del mismo nombre. Luego fue renombrado a Discovery Home & Leisure en 1997 y fue relanzado al nombre actual el 7 de mayo de 2005 en el mercado del Reino Unido y ahora está destinado a complementar la programación de Discovery Home & Health (en la que reemplazó al Discovery Health).
La cadena hermana de Discovery Real Time Extra se enfoca en programas de pesca.
La cadena está también disponible en otros países como Francia, Irlanda e Italia. El canal antes estaba disponible en Asia, aunque desde octubre de 2008, se convirtió en la versión asiática de Discovery Turbo.

## Programación
- A Place in the Sun
- Challenge Tommy Walsh
- Dream Homes
- Holmes on Homes
- Joy of Painting
- Property Ladder
- Time Team
- Wheeler Dealers